# Robert Lindley Murray
Robert Lindley Murray (San Francisco, 3 de Novembro de 1893 - Lewiston Heights, 17 de Janeiro de 1970) foi um tenista profissional estadunidense.

## Grand Slam finais

### Títulos (2)
| Ano  | Torneio            | Oponente        | Placar             |
| 1917 | U.S. Championships | Nathaniel Niles | 5–7, 8–6, 6–3, 6–3 |
| 1918 | U.S. Championships | Bill Tilden     | 6–3, 6–1, 7–5      |